# Hue de Grais

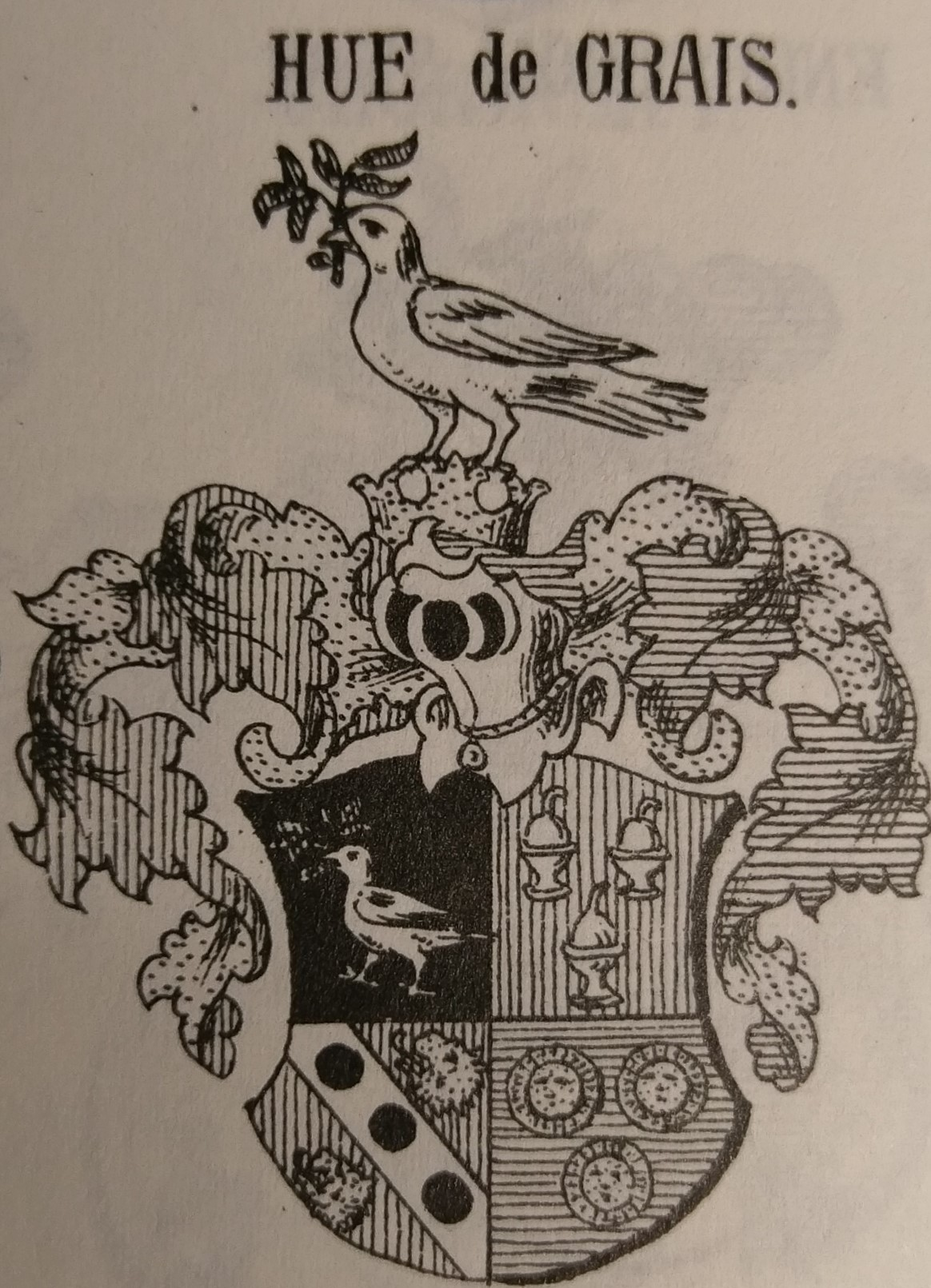
Wappen der gräflichen Familie

Hue de Grais [y: de gɹɛ] ist ein aus der Normandie stammendes, zuletzt im heutigen Thüringen ansässiges Adelsgeschlecht.

## Geschichte

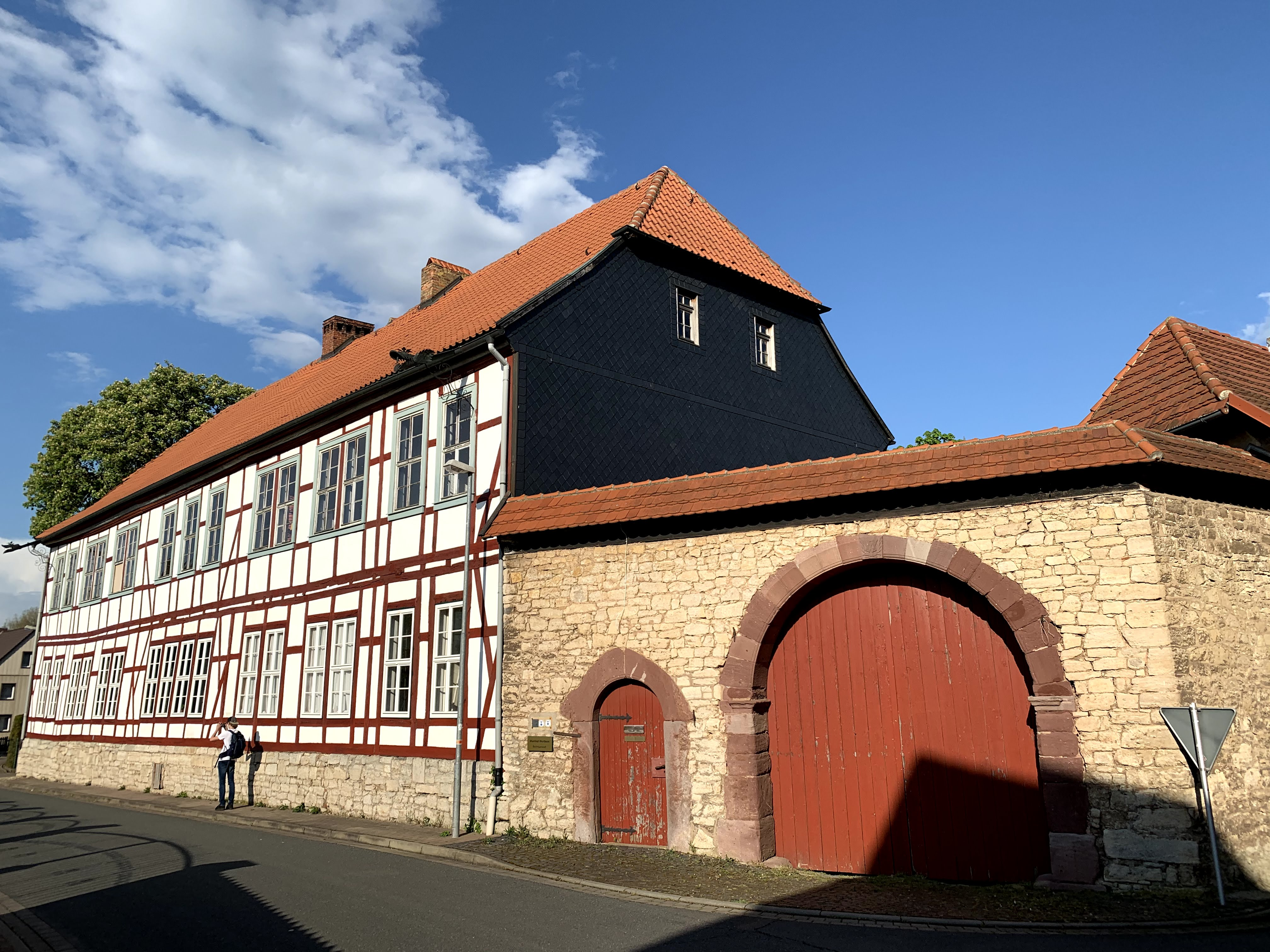
Schloss Hue de Grais, Wolkramshausen

Die Ursprünge der Familie finden sich in Beuvron-en-Auge in der Gegend um Lisieux in der Normandie. Achilles François Ursin Hue Comte de Grais (1734–1799) ist das erste Familienmitglied, dessen Existenz im Heiligen Römischen Reich deutscher Nation überliefert ist. Er war unter Ludwig XVI. von 1774 bis 1788 als königlich-französischer Gesandter an den Hof in Kassel berufen. 1783 heiratete er die hessische Hofdame Wilhelmine von Wilcke. 1792, drei Jahre nach Beginn der französischen Revolution emigrierte das Paar nach Möckern, in das Schloss ihres Schwagers Christoph Friedrich vom Hagen (1754–1813). In Preußen wurde der französische Grafentitel bei der Einwanderung und Naturalisation anerkannt. Wilhelmine Hue de Grais verbrachte sechs Jahre in Paris damit, um das Recht und den Besitz der Hue de Grais in Frankreich zu prozessieren. Die Güter in der Normandie gingen nach der Revolution, trotz der vergeblichen Restitutionsversuche der Witwe, im Jahr 1799 für die Familie für immer verloren. Das ursprüngliche Schloss in Beuvron-en-Auge soll später abgebrannt sein.
Wilhelmine Hue de Grais geb. von Wilcke kehrte 1813 mit ihrem Sohn Wilhelm Friedrich Achilles Graf Hue de Grais (1784–1856) in das durch Erbfall an sie gelangte elterliche Gut Wolkramshausen zurück. Mit ihrem Tod ging das vormalige „Neuwilckesche Gut“ auf Sohn Wilhelm über und wurde fortan Schloss Hue de Grais genannt.
Wilhelm Graf Hue de Grais erwarb das Schloss Sommerberg in Wiesbaden, jedoch bereits nach seinem Tode 1856 gelangte das „vollständig verwahrloste Hofgut in die Hände von Spekulanten“.

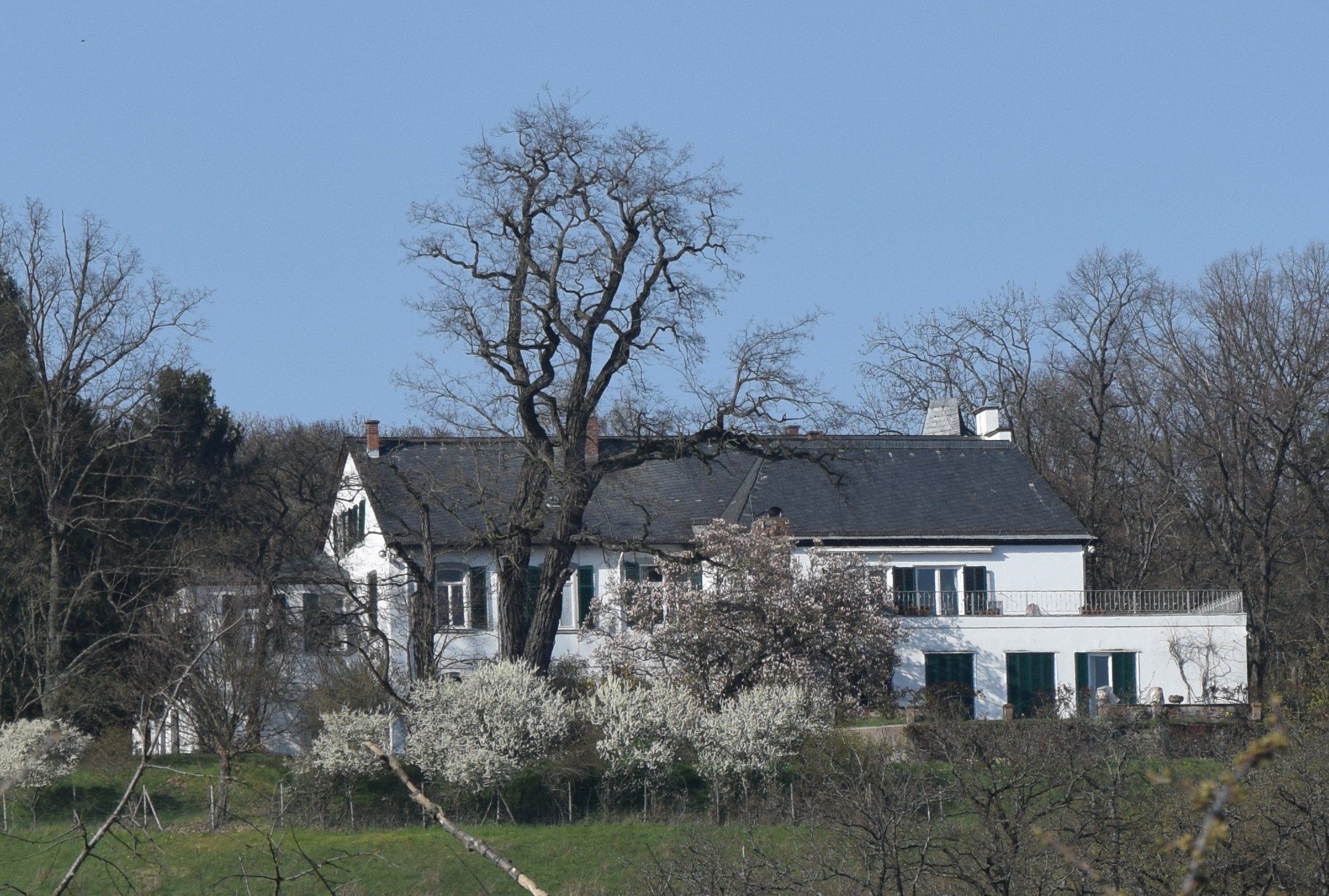
Schloss Sommerberg

Aus der Ehe des Wilhelm Friedrich Achilles Graf Hue de Grais mit Friederike von Byla (1805–1890) entstammten drei Söhne und eine Tochter: Robert (1835–1922), Tancred (1838–1902), Guiscard (1840–1920) und Melanie (1837–1906). Während der Vater der römisch-katholischen Konfession angehörte, konvertierten nach seinem Tode 1856 seine Witwe und die vier Kinder zum protestantischen Glauben. Der wohl bekannteste von ihnen war der 1835 in Wolkramshausen geborene Robert Graf Hue de Grais. Neben der Wahrnehmung zahlreicher Verwaltungspositionen im Dienste Preußens, erlangte er besondere Bedeutung mit seinen Veröffentlichungen zum preußischen Staats- und Verwaltungsrecht. Bekanntheit verschaffte ihm das „Handbuch der Verfassung und Verwaltung in Preußen und dem Deutschen Reiche“, ein Standardwerk, dass bis in die 1930er Jahre in 26. Auflagen verlegt wurde.
Im Mannesstamme folgte ihm sein Neffe Guiscard Robert Heinrich (1879–1960), der neben der Tätigkeit als Regierungsdirektor in Frankfurt an der Oder auch die Herausgabe des Handbuchs der Verfassung und Verwaltung fortsetzte. Der Graf und seine Frau Mathilde Gräfin Hue de Grais, geb. von Ostau (1896–1999) verblieben nach Kriegsende in Rietzel in der Deutschen Demokratischen Republik.
Da der einzige Sohn Guiscard Wilhelm Achill Hue de Grais 1944 im Krieg fiel, adoptierte Mathilde Gräfin Hue de Grais 1999 Wilhelm von Lucius, der fortan den Familiennamen weiterträgt.
Das Rittergut in Wolkramshausen blieb bis zum Tod der letzten Bewohnerin Elsa Gräfin Hue de Grais 1956 im Familienbesitz. Nach der Enteignung in den 1980er Jahren wurde es mit Gerichtsbeschluss im Jahr 1996 an den Nachfahren Manfred Werthern restituiert.

## Wappen

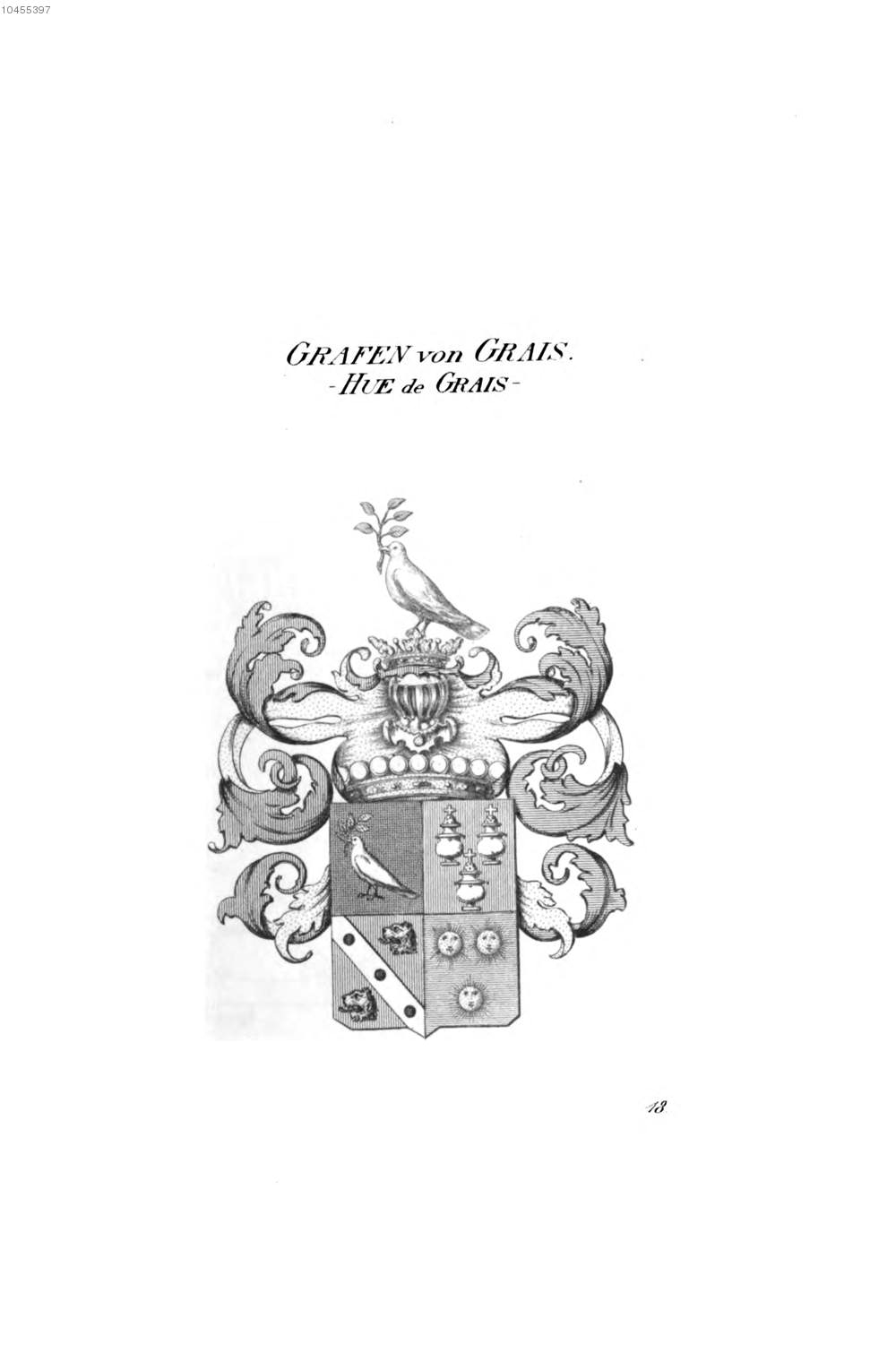
Wappen nach Tyroff

Das Wappen ist geviert, 1 zeigt eine nach rechts gekehrte Taube mit Ölzweig im Schnabel auf schwarzem Hintergrund; 2 zeigt drei silberne Rauchfässer mit rotem Hintergrund. 3 in rot hinterlegter silberner Schrägrechtsbalken, belegt mit drei schwarzen Kugeln und seitlich flankiert von je einem schrägrechts gestellten goldenen Löwenkopf. Im 4. Feld drei goldene Sonnen auf blauem Hintergrund.
Der mit rechts rot-goldenen und links blau-goldenen Decken bedeckte Helm ist geziert mit dem Kleinod der Taube aus dem ersten Feld mit der Grafenkrone.

## Angehörige
- Achilles Francois Ursin Comte de Grais (1734–1799), kgl.-französischer Gesandter ⚭ Wilhelmine von Wilcke (1758–1826)
  - Wilhelm Friedrich August Achilles Graf Hue de Grais (1784–1856), ⚭ Friederike Luise von Byla (1805–1890)
    - Robert Graf Hue de Grais (1835–1922), Landrat in Hildesheim, Polizeipräsident von Stettin, 1889–1900 Regierungspräsident in Potsdam und maßgeblicher Protagonist des Verwaltungsrechts des 19. Jahrhunderts ⚭ Wilhelmine Freiin von Hanstein (1848–1929)
      - Melanie Gräfin Hue de Grais (1875–1933) ⚭ Hans Thilo Graf und Herr von Werthern-Beichlingen, preußischer Regierungsassessor und Mitglied des Preußischen Herrenhauses
      - Elsa Gräfin Hue de Grais (1876–1956)
      - Irmgard Gräfin Hue de Grais (1882–) ⚭ Otto von Lucius-Ballhausen (1867–1932), preußischer Landrat

    - Melanie Laura Esthritha Caroline Gräfin Hue de Grais (1837–1906) ⚭ Kuno Friedrich Gustav Karl von Angern-Stilcke (1829–1907), preußischer Offizier, letzter männlicher Nachkomme derer von Angern-Stilcke
    - Tancred (Tankred) Franz Hubertus Graf Hue de Grais (1838–nach 1902),[3] kgl. preußischer Major, Wohnsitz Wülfingerode
    - Guiscard[4] Clovis Ursin Graf Hue de Grais (1840–1920), kgl. preußischer Oberst[5] und Kommandeur ⚭ Hedwig Karoline von Ostau (1844–1926)[6]
      - Guiscard Robert Heinrich Achilles (1879–1960), Regierungsdirektor, ER Johanniterorden,[7] Hauptmann a. D. ⚭ Mathilde von Ostau (1896–1999)[8]
        - Guiscard Wilhelm Achill Hue de Grais (1922–1944), stud. jur., Gefreiter[9]
        - Wilhelm von Lucius, 1999 durch Mathilde Gräfin Hue de Grais (geb. Ostau) adoptiert, fortan Wilhelm Graf Hue de Grais

      - Harald Viktor (1880–1947), Abitur, Studium, lebte u. a. in Zürich, Berlin, zuletzt in Genthin[10]

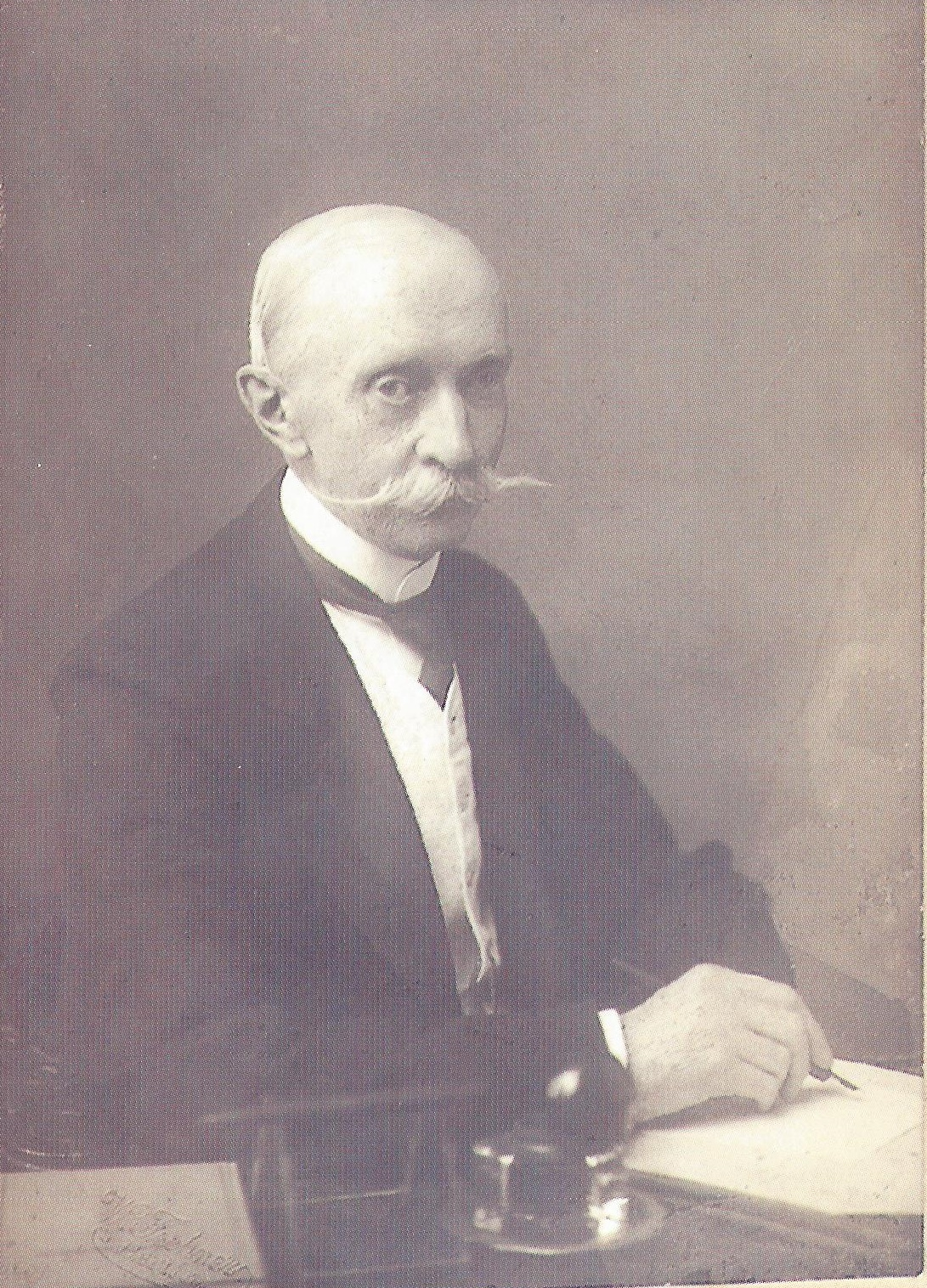
Robert Graf Hue de Grais
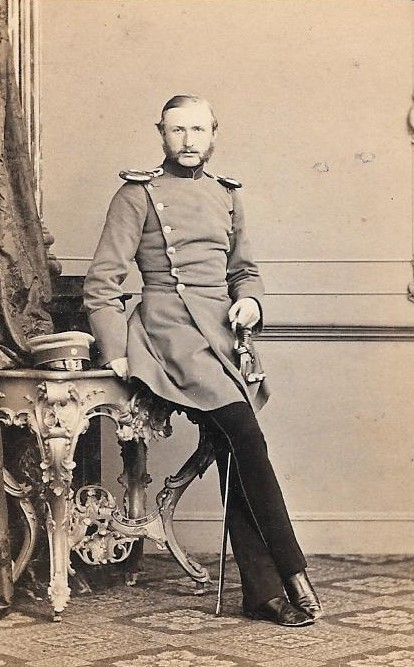
Guiscard Graf Hue de Grais